# Sit de Godlewski
El sit de Godlewski (Emberiza godlewskii) és un ocell de la família dels emberízids (Emberizidae).

## Hàbitat i distribució
Habita espais oberts amb vegetació dispersa, matolls, especialment a zones rocoses dels turons i muntanyes de Sibèria meridional, Mongòlia, Xina central i septentrional, sud-est del Tibet i nord-est de l'Índia, en Arunachal Pradesh.

## Descripció
El cap, el coll i el pit de l'adult són grisos en general amb llistes al pili, oculars, "bigoti" i una corona. Les parts inferiors i el dors són de color ataronjat i la part posterior és ataronjada i negra. La cua és negra i taronja per sobre i blanca per sota, amb una osca definida a l'extrem. Té un bec semblant a un pardal, negre per sobre i pàl·lid per sota. Les cames i els peus són de color rosa clar.

## Subespècies
Es reconeixen cinc subespècies:
- E. g. decolorata (Sushkin, 1925) - nord-oest de la Xina.
- E. g. godlewskii (Taczanowski, 1874) - sud de Sibèria, Mongòlia i nord de la Xina.
- E. g. khamensis (Sushkin, 1925) - Tibet al centre sud de la Xina.
- E. g. yunnanensis (Sharpe, 1902) - sud de la Xina.
- E. g. omissa (Rothschild, 1921) - est de la Xina.